# Mescheti Achaltsiche
Mescheti Achaltsiche är en georgisk fotbollsklubb från staden Achaltsiche i Samtsche-Dzjavachetien. Klubben hade sin storhetstid mellan åren 2007 och 2009, då man höll till i Georgiens högsta division Umaghlesi Liga. Sedan år 2010 spelar klubben i Pirveli Liga. Klubben spelar sina hemmamatcher på Tsentraluri Stadioni i Achaltsiche, som tar in 3000 åskådare.

## Statistik

### Intern skytteliga
| Säsong    | Spelare            | Land     | Mål |
| 2008/2009 | Guram Samadasjvili | Georgien | 10  |